# Архијерејски сабор Руске православне цркве
Архијерејски сабор Руске православне цркве (рус. Архиерейский Собор Русской Православной Церкви) највиша је јерархијска власт у Руској православној цркви.
Назива се још и Освећени архијерејски сабор (рус. Освященный Архиерейский Собор).

## Састав
Архијерејски сабор се састоји из епархијских и викарних архијереја. Предсједник је патријарх московски и све Русије (или мјестобљуститељ).
Сазива га патријарх (или мјестобљуститељ) и Свети синод Руске православне цркве, најмање једном у четири године и пред одржавање Помјесног сабора. Може се сазвати и у изузетним случајевима предвиђеним Уставом Руске православне цркве. На предлог патријарха и Светог синода или 1/3 чланова Архијерејског сабора — епархијских архијереја може бити сазван и ванредни Архијерејски сабор.
Свети синод је одговоран за припрему одржавања Архијерејског сабора и врши улогу Предсједништва Архијерејског сабора. Секретар Архијерејског сабора се бира између чланова Светог синода.

## Дјелокруг
По Уставу Руске православне цркве Архијерејски сабор:
- чува чистоту и неповредивост православног вјерског учења и норми хришћанског морала и тумачи то учење на основу Светог писма и Светог предања, уз очување вјероучитељског и канонског јединства са пуноћом васељенског православља;
- чува догматско и канонско јединство Руске православне цркве;
- доноси Устав Руске православне цркве и измјене и допуне;
- одлучује о главним богословским, канонским, литургијским и пастирским питањима која се тичу како унутрашње тако и спољашње дјелатности Цркве;
- канонизује свеце;
- компетентно тумачи свете каноне и остале црквене прописе;
- изражава пастирску забринутост о проблемима садашњице;
- одређује карактер односа с државним органима;
- предлаже Помјесном сабору оснивање, реорганизацију и укидање аутономних и самоуправних цркава;
- потврђује одлуке Светог синода о оснивању, реорганизацији и укидању егзархата, митрополијских округа, митрополија и епархија, одређивању њихових граница и назива, а такође потврђује одлуке синода самоуправних цркава о оснивању, реорганизацији и укидању митрополија и епархија;
- потврђује одлуке Светог синода о оснивању, реорганизацији и укидању синодалних установа и других органа црквене управе;
- пред одржавање Помјесног сабора — предлаже пословник, програм, дневни ред и структуру Помјесног сабора;
- надгледа спровођење одлука Помјесног и Архијерејског сабора;
- суди о раду Светог синода, Високог црквеног савјета и синодалних установа;
- потврђује, укида и мијења законодавне прописе Светог синода;
- прописује поступак за све црквене судове;
- разматра финансијске извјештаје које подноси Свети синод и начелно одобрава план општецрквених прихода и расхода;
- утврђује нова општецрквена одликовања.

Архијерејски сабор доноси одлуке простом већином гласова, осим у случајевима гдје је другачије предвиђено саборским пословником.

## Судска власт
Архијерејски сабор врши и црквеносудску власт. Највиши је црквени суд у Руској православној цркви.
Он разматра и доноси одлуке:
- у саставу Помјесног сабора — у првој и посљедњој инстанци — догматски и канонски преступи у раду патријарха московског и све Русије;
- у посљедњој инстанци:
  - несугласице између двојице или више архијереја;
  - предмети о црквеним преступима архијереја и руководилаца синодалних установа;
  - сви предмети које му уступи патријарх московски и све Русије и Свети синод Руске православне цркве.